# Ларсен, Ларс Олден
Ла́рс О́лден Ла́рсен (норв. Lars Olden Larsen; род. 17 сентября 1998, Осло) — норвежский футболист, полузащитник нидерландского клуба НЕК.

## Клубная карьера
Начал заниматься футболом в академии клуба «Орволл». В 2014 году перешёл в академию «Волеренга», 3 апреля 2017 года попал в заявку клуба на матч Элитсерии против «Викинга» (1:0), но на поле не вышел. В январе 2018 года Ларсен перешёл в КФУМ, выступающий во втором дивизионе. Дебютировал за клуб 14 апреля 2018 года в матче против «Видара» (3:0). Первый мяч за КФУМ забил 22 апреля 2018 года в матче против «Браттвага» (4:1). Всего за КФУМ выступал с 2018 по 2019 года, проведя 60 матчей и забив 18 мячей во всех турнирах.
В январе 2020 года перешёл в «Мьёндален», выступающий в Элитсерии. Дебютировал за клуб 16 июня 2020 года в матче 1-го тура чемпионата Норвегии против «Стабека» (0:0). Первый мяч за «Мьёндален» забил 16 мая 2021 года в матче 3-го тура чемпионата Норвегии против «Саннефьорда» (3:0). Всего выступал за клуб с 2020 по 2021 года, проведя 60 матчей и забив восемь мячей во всех турнирах.
5 февраля 2022 года заключил контракт на три с половиной года с «Нижним Новгородом». Дебютировал за клуб 26 февраля 2022 года в матче 19-го тура чемпионата России против «Урала» (1:0), проведя на поле весь матч. 7 марта 2022 года ФИФА объявила, что в связи с вторжением России в Украину иностранные игроки в России могут в одностороннем порядке приостановить действие своих контрактов со своими клубами до 30 июня 2022 года и подписать контракт с клубом за пределами России до той же даты. 16 марта 2022 года Ларсен воспользовался этой опцией и приостановил действие своего контракта с «Нижним Новгородом». Всего в сезоне 2021/22 провёл за клуб четыре матча во всех турнирах.
19 марта 2022 года на правах аренды перешёл в «Хеккен» до 30 июня 2022 года. Дебютировал за клуб 2 апреля 2022 года в матче 1-го тура чемпионата Швеции против клуба АИК (4:2).
В июне 2023 года подписал четырёхлетний контракт с нидерландским клубом НЕК.
27 августа 2024 года перешёл на правах аренды в шведский «Хеккен».

## Карьера в сборной
В 2016 году вызывался в сборную Норвегии до 18 лет, проведя за неё четыре матча. В 2019 году провёл два матча и забил один мяч за молодёжную сборную Норвегии.